# Uniunea Producătorilor de Fonograme din România
Uniunea Producătorilor de Fonograme din România (скорочено UPFR) (укр. Союз виробників фонограм Румунії) — це асоціація, завданням якої є присудження музичних нагород у Румунії та представлення місцевої музичної індустрії. Організація розташована в Бухаресті.

## Історія
З моменту свого заснування UPFR відповідає за складання румунського Топ-100 — першого румунського рейтингу, пов’язаного з продажем синглів на національній території. Публікація чарту припинилася у 2012 році, коли його замінив Airplay 100, офіційний радіочарт країни.

## Сертифікації
В Румунії нагороди вручаються залежно від кількості копій, ціни альбому та синглу.
| Нагорода     | до 2005 | з 2006 року                               |
| ------------ | ------- | ----------------------------------------- |
| Золотий      | 10 000  | 2 000 (від 25 лей) 10 000 (менше 25 лей)  |
| Платиновий   | 20 000  | 4 000 (від 25 лей) 20 000 (менше 25 лей)  |
| 2×Платиновий | 40 000  | 8 000 (від 25 лей) 40 000 (менше 25 лей)  |
| Діамантовий  | 100 000 | 10 000 (від 25 лей) 50 000 (менше 25 лей) |